# 家博

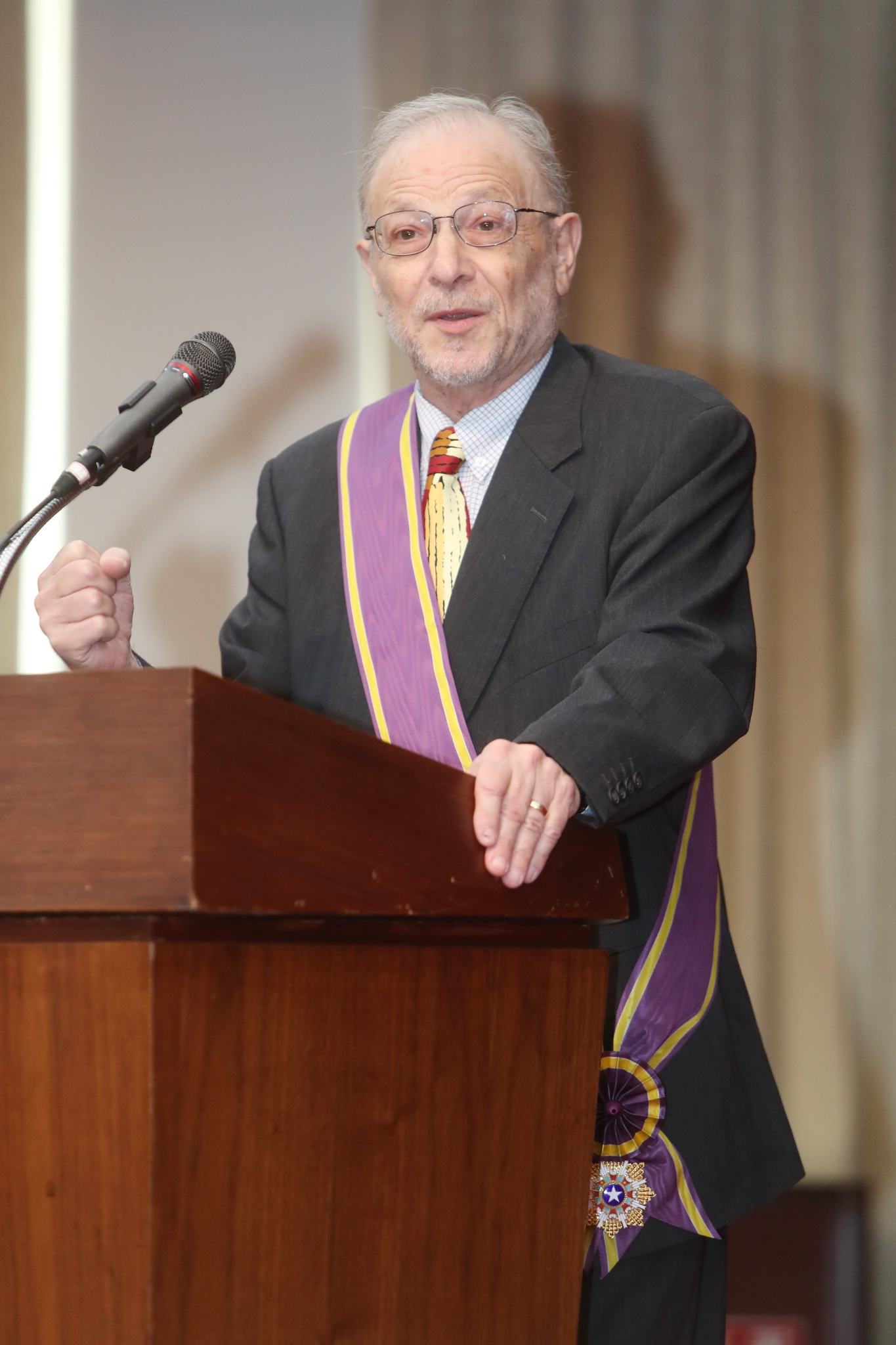
家博在大綬景星勳章授勳儀式上致詞

傑佛瑞·布魯斯·雅各布斯AM（英語：Jeffrey Bruce Jacobs，經常寫為，1943年9月19日—2019年11月24日），漢名家博，綽號「大鬍子」，生於美國，澳大利亞籍政治學者，專長於政治學與台灣研究。曾任教於澳洲拉筹伯大学與蒙納士大學，為澳洲蒙納許大學榮譽退休教授。

## 生平
家博在美國出生，於哥倫比亞大學取得學士、碩士與博士。在攻讀哥倫比亞大學碩士學位期間，於1965年至1966年，至台灣大學就讀歷史研究所。1970年，取得碩士學位後，繼續攻讀博士學程，於1975年取得博士學位。在攻讀博士期間，於1971年至1973年間再赴台灣，進行研究。1976年，成為澳洲拉籌伯大學講師。
由於研究台灣政治，與林義雄成為家族好友。1980年，林宅血案發生，家博曾被台灣當局認定為嫌犯，拘捕了三個月，後以查無實據，遭驅逐出境，列名不受歡迎名單，禁止入境台灣。直到1992年才獲得解禁。
1990年代，家博被指派為澳中理事會（Australia-China Council）成員之一。1992年，至蒙納士大學教書，在此任教直到2014年退休為止。
2017年，診斷出罹患胰臟癌。2018年底訪問台灣，於11月16日，由外交部長吳釗燮代表中華民國政府頒贈大綬景星勳章。2019年，獲得澳大利亞員佐勳章，同年底在澳洲過世，享年76歲。

## 著作
- 家博/著，袁載俊、Christina Chen、鄭天任/翻譯：《美麗島事件與大鬍子家博回憶錄》（台北：允晨文化，2022）